# Boris Godounov (pel·lícula de 1989)
Boris Godounov és una pel·lícula de l'any 1989 dirigida per Andrzej Żuławski i protagonitzada per Ruggero Raimondi, Kenneth Riegel i Bernard Lefort.

## Argument
El públic ocupa les butaques del teatre on es representarà l'òpera de Modest Mússorgski. En paral·lel, un equip de cinema es disposa a rodar l'obra. Comença la representació: Rússia l'any 1598 es troba immersa en una gran incertesa política, ja que el tsar Teodor I fa poc que ha mort. Als carrers, exèrcits de soldats es creuen amb processons de creients. Al gran palau de Moscou, Borís Fiódorovitx Godunov és proclamat tsar. A la cort, ningú l'acusa d'haver usurpat el tron, però al carrer se senten veus d'ira i descontent. En la intimitat, el nou tsar lamenta la sang vessada, proclama el dolor del seu cor i prega a Déu que l'ajudi a ésser just amb el poble rus.

## Context històric i artístic
Establert a França des de mitjan anys setanta, el cineasta d'origen polonès Andrzej Żuławski realitzaria en aquest país pel·lícules tan atractives com L'important és estimar (1975), Possession (1981) o La femme publique (1984). L'any 1989 va aparcar temporalment algunes de les seues fixacions temàtiques, alhora que redefiniria el seu bon quefer professional. Això fou possible amb l'adaptació al cinema de l'òpera magna del rus Modest Mússorgski (Borís Godunov), estrenada el 1874 i relativa a la proclamació de Borís Godunov com a nou tsar. El seu seria un regnat breu, d'encara no set anys, llastrat per un seguit d'intrigues i tragèdies. Entrellaçada amb virtuós estilisme i gran sensibilitat artística, és obvi que Żuławski va inspirar-se en el cinema històric de Serguei Eisenstein, molt especialment en Ivan el Terrible (1944/1945), sobre un altre emperador de Rússia. Żuławski va escriure un guió ideal per a la seua adequació tècnica, fent possible el disseny d'un òptim espectacle audiovisual. Essent quelcom més que una òpera filmada, les seues qualitats s'imposen per sobre de moltes altres pel·lícules rodades a partir de llibrets operístics. Amb nervi escènic i vibrant planificació, Żuławski sorprèn en subratllar la condició d'obra representada. En cap moment s'ignora ni oculta el públic del teatre, ni els músics participants, ni la infraestructura de càmeres o el caire escènic. I així i tot, la pel·lícula no té res de teatre musical filmat, sinó que és genuí cinema. Mentre que Ruggero Raimondi i Kenneth Riegel aporten les seues pròpies veus, la resta dels actors són doblats per diferents cantants.
De la pel·lícula han circulat dues còpies diferents: la versió íntegra dura 181 minuts i és difícil de veure, mentre que la més difosa en formats domèstics arriba als 115 minuts.

## Frases cèlebres
| « | "La desgràcia ha caigut sobre Rússia, la desgràcia ha caigut sobre nosaltres, poble rus, poble de creients. La nostra pàtria es queixa, qui la guiarà? Amb dolor i llàgrimes, pregueu perquè Déu us escolti i es compadeixi de l'afligida Rússia. Que Déu alleugi la nostra afectada pàtria! Què Déu il·lumini i guiï en la seua saviesa Boris i la seua esgotada ànima!" (Un dels personatges) | » |

## Curiositats
- La pel·lícula es va elaborar a partir d'un enregistrament sonor de l'òpera de Modest Mússorgski realitzat dos abans del rodatge amb la participació de l'Orquestra Simfònica de Washington i d'algunes estrelles operístiques del moment.[2]
- Andrzej Żuławski reprèn a través d'aquesta pel·lícula els temes de l'obra original d'Aleksandr Puixkin per a, mitjançant múltiples anacronismes, posar-los en relació amb la història soviètica i les dictadures del segle xx.[2]